# Lophiotoma tayabasensis
Lophiotoma tayabasensis é uma espécie de gastrópode do gênero Lophiotoma, pertencente a família Turridae.